# Clavatula lelieuri
Clavatula lelieuri is een slakkensoort uit de familie van de Clavatulidae. De wetenschappelijke naam van de soort is voor het eerst geldig gepubliceerd in 1851 door Récluz.